# Presidente Roxas
Presidente Roxas, oficialmente  President Roxas, es un municipio filipino de primera categoría, situado al sur de la isla de Mindanao. Forma parte de  la provincia de Cotabato del Norte situada en la Región Administrativa de Soccsksargen también denominada Región XII. 
Para las elecciones está encuadrado en el Segundo Distrito Electoral de esta provincia.

## Geografía
Uno de los 5 municipios que forman el valle de Arakan ( Arakan Valley ).

### Barrios
El municipio  de President Roxas se divide, a los efectos administrativos, en 25 barangayes o barrios, conforme a la siguiente relación:
| - Alegría - Bato-bato - Del Carmen - F. Cajelo (Nueva Maasin) - Idaomán | - Ilustre - Kamarahán - Camasi - Kisupaán - La Esperanza | - Labu-o - Lamalama - Lomonay - Nueva Cebú - Población | - Sagcungán - Salat - Sarayán - Tuael - Greenhill | - Cabangbangán - Datu Indang - Datu Sandongán - Kimaruhing - Mabuhay |  |

## Historia

### Influencia española
Este territorio   fue parte  del Imperio español en Asia y Oceanía (1520-1898).
Hacia 1696 el capitán Rodríguez de Figueroa obtiene del gobierno español el derecho exclusivo de colonizar Mindanao.
El 1 de febrero de este año parte de Iloilo alcanzando la desembocadura del Río Grande de Mindanao, en lo que hoy se conoce como la ciudad de Cotabato.

### Ocupación estadounidense
Antes del estallido de la Segunda Guerra Mundial  el cacique manobo Datu Guabong Linog dirigía el barrio Labuo, una  zona próspera.
Los nativos manobo  coexisten con los colonos de Visayas y Luzón.

### Independencia
En 1951 el barrio Kabacán cambia su nombre por el de  Presidente Roxas.
Oleadas de emigrantes de diferentes partes del país continuaron llegando, de modo que en 1957 ya habían ocupado casi toda la tierra fértil de la llanura de Arakan.
Por este tiempo los pobladores de Presidente Roxas habían formado la  "Asociación castellana de solicitantes de vivienda" cuyos miembros eran en su mayoría procedentes de Negros Occidental. Este grupo dinamizó la zona de modo que a comienzos de la década de 1960 este barrio había prosperado.
La mayor parte de los territorios que componen este nuevo municipio, creado el 8 de mayo de 1967,  eran antes parte de Kidapawan.